# 佐藤一齋

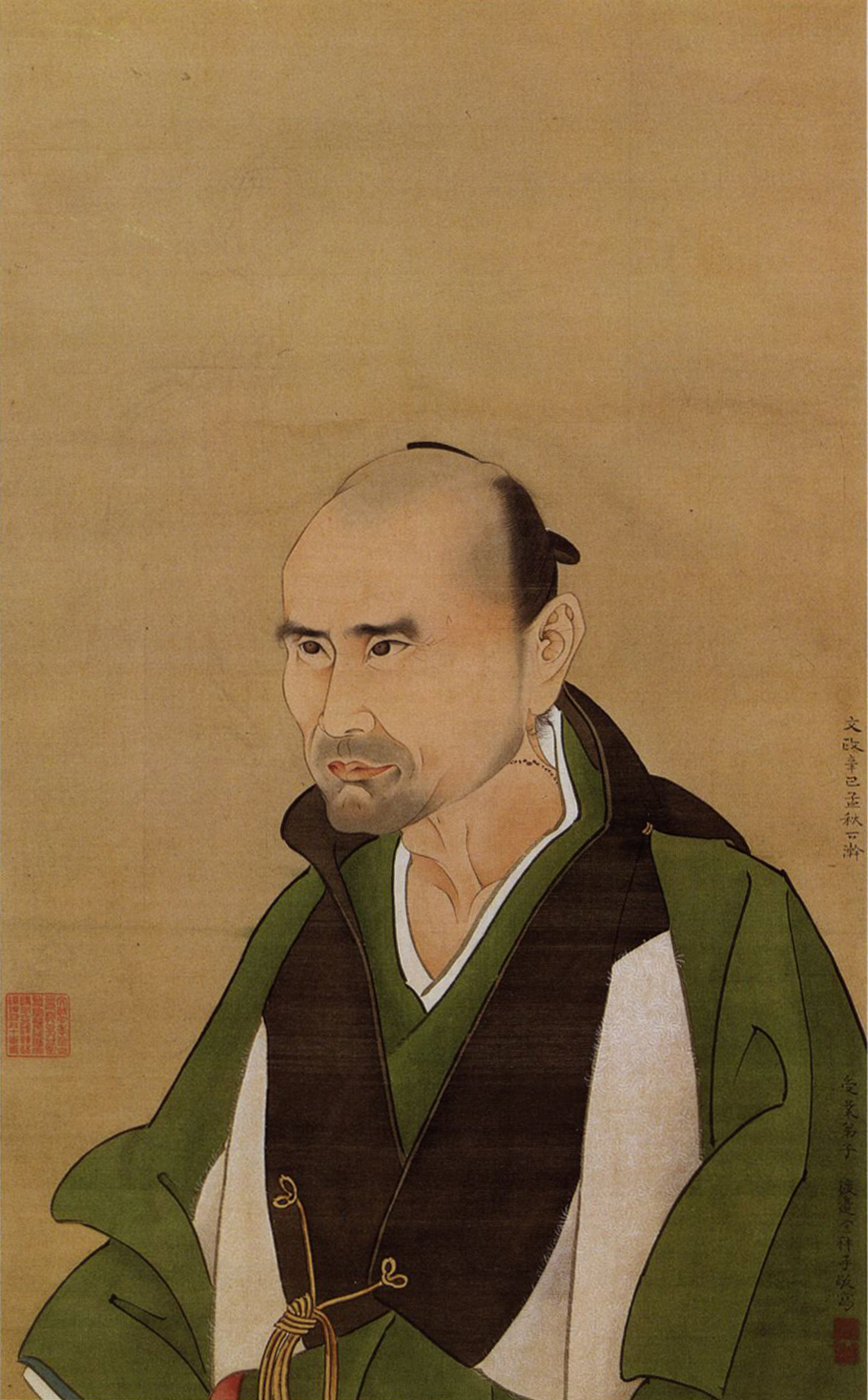
佐藤一齋畫像（渡邊華山手繪）

佐藤 一齋（さとう いっさい，1772年11月14日—1859年10月19日），美濃國岩村藩出身，著名的儒學學者。諱擔。通稱捨藏。字大道。號一齋、愛日樓、老吾軒。